# Ліга конференцій УЄФА 2024—2025
Ліга конференцій УЄФА 2024—2025 — четвертий сезон Ліги конференцій УЄФА (англ. UEFA Conference League; UECL) — щорічні змагання футбольних клубів, що входять до складу УЄФА.

## Розподіл команд
У розіграші Ліги конференцій 2024—25 років візьмуть участь 164 команди із 54 з 55 футбольних асоціацій УЄФА (без урахування клубів Росії, які усунені від участі у єврокубках). Для визначення кількості команд–учасників від кожної з асоціацій використовується рейтинг асоціацій УЄФА:
- Асоціації 1–12 заявляють по одній команді.
- Асоціації 13–33 та 51–55 (крім Росії) заявляють по дві команди.
- Асоціації 34–50 (крім Ліхтенштейну, який має одну команду) заявляють по три команди.
- 14 команд, що вибули на різних стадіях розіграшу Ліги чемпіонів 2024—25.
- 41 команда, що вибули на різних стадіях розіграшу Ліги Європи 2024—25.

### Рейтинг асоціацій
Рейтинг футбольних асоціацій і, відповідно, розподіл місць у Лізі конференцій УЄФА 2024—2025 років серед країн формується на підставі таблиці коефіцієнтів УЄФА, в якій для цього розіграшу враховуються результати виступів клубів в офіційних європейських клубних змаганнях з сезону 2018–19 по сезон 2022–23 років включно.
Позначення:
- (ЛК) — Переможець попередньої Ліги конференцій кваліфікувався в Лігу Європи
- (ЛЧ) — Команди, які перейшли з Ліги чемпіонів УЄФА
- (ЛЄ) — Команди, які перейшли з Ліги Європи УЄФА

| Місце | Асоціація  | Коеф.   | Команди | Примітки |
| ----- | ---------- | ------- | ------- | -------- |
| 1     | Англія     | 109.570 | 1       |          |
| 2     | Іспанія    | 92.998  | 1       |          |
| 3     | Німеччина  | 82.481  | 1       |          |
| 4     | Італія     | 81.926  | 1       |          |
| 5     | Франція    | 61.164  | 1       |          |
| 6     | Нідерланди | 59.900  | 1       |          |
| 7     | Португалія | 56.216  | 1       |          |
| 8     | Бельгія    | 42.200  | 1       | +1 (ЛЄ)  |
| 9     | Шотландія  | 36.400  | 1       | +2 (ЛЄ)  |
| 10    | Австрія    | 34.000  | 1       | +2 (ЛЄ)  |
| 11    | Сербія     | 32.375  | 1       | +3 (ЛЄ)  |
| 12    | Туреччина  | 32.100  | 1       | +1 (ЛЄ)  |
| 13    | Швейцарія  | 31.675  | 2       | +2 (ЛЄ)  |
| 14    | Україна    | 29.500  | 2       | +1 (ЛЄ)  |
| 15    | Чехія      | 29.050  | 2       |          |
| 16    | Норвегія   | 29.000  | 2       | +1 (ЛЄ)  |
| 17    | Данія      | 27.825  | 2       | +1 (ЛЄ)  |
| 18    | Росія      | 26.215  | 0       | [ a ]    |
| 19    | Хорватія   | 25.400  | 2       | +1 (ЛЄ)  |

| Місце | Асоціація   | Коеф.  | Команди | Примітки         |
| ----- | ----------- | ------ | ------- | ---------------- |
| 20    | Греція      | 25.225 | 2       | -1 (ЛК), +1 (ЛЄ) |
| 21    | Ізраїль     | 25.000 | 2       | +1 (ЛЄ)          |
| 22    | Кіпр        | 24.475 | 2       | +2 (ЛЄ)          |
| 23    | Швеція      | 23.750 | 2       |                  |
| 24    | Польща      | 20.750 | 2       | +2 (ЛЄ)          |
| 25    | Угорщина    | 20.625 | 2       | +1 (ЛЄ)          |
| 26    | Румунія     | 20.500 | 2       | +1 (ЛЄ)          |
| 27    | Болгарія    | 20.000 | 2       | +1 (ЛЄ)          |
| 28    | Словаччина  | 19.750 | 2       | +1 (ЛЄ)          |
| 29    | Азербайджан | 16.625 | 2       | +1 (ЛЄ)          |
| 30    | Казахстан   | 12.625 | 2       | +1 (ЛЧ), +1 (ЛЄ) |
| 31    | Словенія    | 12.500 | 2       | +2 (ЛЄ)          |
| 32    | Молдова     | 12.250 | 2       | +2 (ЛЄ)          |
| 33    | Косово      | 11.041 | 2       | +1 (ЛЧ), +1 (ЛЄ) |
| 34    | Ліхтенштейн | 11.000 | 1       | [ b ]            |
| 35    | Латвія      | 10.625 | 3       |                  |
| 36    | Ірландія    | 10.375 | 3       | +1 (ЛЄ)          |
| 37    | Фінляндія   | 10.250 | 3       | +1 (ЛЧ)          |
| 38    | Литва       | 10.000 | 3       | +1 (ЛЄ)          |

| Місце | Асоціація            | Коеф. | Команди | Примітки |
| ----- | -------------------- | ----- | ------- | -------- |
| 39    | Вірменія             | 9.875 | 3       | +1 (ЛЧ)  |
| 40    | Білорусь             | 9.875 | 3       | +1 (ЛЄ)  |
| 41    | Боснія і Герцеговина | 9.750 | 3       | +1 (ЛЄ)  |
| 42    | Люксембург           | 9.000 | 3       | +1 (ЛЧ)  |
| 43    | Фарерські острови    | 8.750 | 3       | +1 (ЛЄ)  |
| 44    | Північна Ірландія    | 8.583 | 3       | +1 (ЛЧ)  |
| 45    | Мальта               | 8.250 | 3       | +1 (ЛЧ)  |
| 46    | Грузія               | 8.000 | 3       | +1 (ЛЧ)  |
| 47    | Естонія              | 7.582 | 3       | +1 (ЛЧ)  |
| 48    | Ісландія             | 7.250 | 3       | +1 (ЛЧ)  |
| 49    | Албанія              | 6.250 | 3       | +1 (ЛЧ)  |
| 50    | Уельс                | 6.166 | 3       | +1 (ЛЄ)  |
| 51    | Гібралтар            | 5.791 | 2       | +1 (ЛЄ)  |
| 52    | Македонія            | 5.500 | 2       | +1 (ЛЧ)  |
| 53    | Андорра              | 5.165 | 2       | +1 (ЛЄ)  |
| 54    | Чорногорія           | 4.750 | 2       | +1 (ЛЧ)  |
| 55    | Сан-Марино           | 1.999 | 2       | +1 (ЛЧ)  |

Примітки
1. ↑  Росія: 28 лютого 2022 року російські футбольні клуби та національні футбольні збірні Росії були усунені від турнірів ФІФА та УЄФА. За участю у кожному конкретному сезоні та турнірі приймається окреме рішення. Сітка учасників складена з урахуванням усунення російських клубів на сезон 2024—25.[3][4].
2. ↑  Ліхтенштейн: Сім клубів, контрольованих Ліхтенштейнським футбольним союзом, виступають у системі футбольних ліг Швейцарії. Ліхтенштейнський футбольний союз проводить тільки Кубок Ліхтенштейну з футболу, переможець якого кваліфікується до Ліги конференцій УЄФА.

### Розподіл за раундами
|                                          |                                          | Команди, що починають з цього раунду | Команди, що проходять з попереднього раунду                      | Команди, що переходять з Ліги чемпіонів або Ліги Європи                                  |
| ---------------------------------------- | ---------------------------------------- | --- | ---------------------------------------------------------------- | ---------------------------------------------------------------------------------------- |
| Перший кваліфікаційний раунд (50 команд) | Перший кваліфікаційний раунд (50 команд) | - 9 переможців національних кубків асоціацій 47–55 - 21 команда, що зайняли другі місця в чемпіонатах асоціацій 34–55 (крім Ліхтенштейну) - 20 команд, що зайняли треті місця в чемпіонатах асоціацій 30–50 (крім Ліхтенштейну) |                                                                  |                                                                                          |
| Другий кваліфікаційний раунд (98 команд) | Шлях чемпіонів (12 команд)               | |                                                                  | - 12 команд, які програли у першому кваліфікаційному раунді Ліги чемпіонів               |
| Другий кваліфікаційний раунд (98 команд) | Основний шлях (86 команд)                | - 13 переможців національних кубків асоціацій 34–46 - 17 команд, що зайняли другі місця в чемпіонатах асоціацій 16–33 (крім Росії) - 15 команд, що зайняли треті місця в чемпіонатах асоціацій 13–29 (крім Росії та Греції) - 9 команд, що зайняли четверті місця в чемпіонатах асоціацій 7-15 - 1 команда, що зайняла п'яте місце в чемпіонаті асоціації 6 | - 25 переможців першого кваліфікаційного раунду                  | - 6 команд, які програли у першому кваліфікаційному раунді Ліги Європи                   |
| Третій кваліфікаційний раунд (60 команд) | Шлях чемпіонів (8 команд)                | | - 6 переможців другого кваліфікаційного раунду (шлях чемпіонів)  | - 2 команди, яка програлі у першому кваліфікаційному раунді Ліги чемпіонів               |
| Третій кваліфікаційний раунд (60 команд) | Основний шлях (52 команди)               | | - 43 переможці другого кваліфікаційного раунду (основний шлях)   | - 9 команд, які програли у другому кваліфікаційному раунді Ліги Європи                   |
| Раунд плей-оф (48 команд)                | Шлях чемпіонів (10 команд)               | | - 4 переможці третього кваліфікаційного раунду (шлях чемпіонів)  | - 6 команд, які програли у третьому кваліфікаційному раунді Ліги Європи (шлях чемпіонів) |
| Раунд плей-оф (48 команд)                | Основний шлях (38 команд)                | - 5 команд, що зайняли шості місця в чемпіонатах асоціацій 1-5 (від Англії — володар Кубка ліги) | - 26 переможців третього кваліфікаційного раунду (основний шлях) | - 7 команд, які програли у третьому кваліфікаційному раунді Ліги Європи (основний шлях)  |
| Етап ліги (36 команд)                    | Етап ліги (36 команд)                    | | - 24 переможці раунду плей-оф                                    | - 12 команд, які програли в раунді плей-оф Ліги Європи                                   |

У зв'язку з усуненням клубів Росії від участі в єврокубках до розподілу команд було внесено такі зміни:
- Володарі кубків асоціацій 39–44 (Вірменія, Білорусь, Боснія та Герцеговина, Люксембург, Фарерські острови, Північна Ірландія) стартують із другого кваліфікаційного раунду замість першого кваліфікаційного раунду.

Оскільки переможець Ліги конференцій 2023–24 (Олімпіакос) кваліфікувався до Ліги Європи, їхня путівка до Ліги конференцій, здобута через національний чемпіонат, стала вакантною, тому до розподілу команд було внесено такі зміни:
- Володарі кубків асоціацій 45–46 (Грузія, Мальта) стартують із другого кваліфікаційного раунду замість першого кваліфікаційного раунду.

### Команди
Уточнення у дужках відображають спосіб кваліфікації кожної із зазначених команд:
- ПК: Переможець національного кубку
- 2-е, 3-є, 4-е, 5-е, 6-е тощо: Місце у національному чемпіонаті у попередньому сезоні
- КЛ: Володар Кубка ліги
- РС: Переможець регулярного сезону
- ПО: Переможець плей-оф за місце у Лізі конференцій
- ЛЧ: команди, що перейшли з Ліги чемпіонів
  - 1КР: Ті, хто програв у першому кваліфікаційному раунді
- ЛЄ: команди, що перейшли з Ліги Європи
  - ПО: Ті, хто програв у кваліфікаційному раунді плей-оф
  - 3КР ШЧ/ОШ: Ті, що програли в третьому кваліфікаційному раунді (шлях чемпіонів / основний шлях)
  - 2КР: Ті, що програли в другому кваліфікаційному раунді
  - 1КР: Ті, що програли в першому кваліфікаційному раунді

Другий, третій кваліфікаційні раунди та раунд плей-оф розділяються на шлях чемпіонів (ШЧ) та основний шлях (ОШ).
| Стартовий раунд              | Стартовий раунд              | Команди                       | Команди                     | Команди                   | Команди                        |
| ---------------------------- | ---------------------------- | ----------------------------- | --------------------------- | ------------------------- | ------------------------------ |
| Етап ліги                    | Етап ліги                    | Гарт оф Мідлотіан (ЛЄ ПО)     | ЛАСК (ЛЄ ПО)                | Рапід (ЛЄ ПО)             | ТСЦ (ЛЄ ПО)                    |
| Етап ліги                    | Етап ліги                    | Лугано (ЛЄ ПО)                | Молде (ЛЄ ПО)               | АПОЕЛ (ЛЄ ПО)             | Ягеллонія (ЛЄ ПО)              |
| Етап ліги                    | Етап ліги                    | Петрокуб (ЛЄ ПО)              | Шемрок Роверс (ЛЄ ПО)       | Динамо (Мінськ) (ЛЄ ПО)   | Борац (ЛЄ ПО)                  |
|                              |                              |                               |                             |                           |                                |
| Раунд плей-оф                | ШЧ                           | Целє (ЛЄ 3КР ШЧ)              | Паневежис (ЛЄ 3КР ШЧ)       | Клаксвік (ЛЄ 3КР ШЧ)      | Нью-Сейнтс (ЛЄ 3КР ШЧ)         |
| Раунд плей-оф                | ШЧ                           | Лінкольн Ред Імпс (ЛЄ 3КР ШЧ) | Уніо Еспортива (ЛЄ 3КР ШЧ)  |                           |                                |
| Раунд плей-оф                | ОШ                           | Челсі (6-е)                   | Реал Бетіс (7-е)            | Фіорентіна (8-е)          | Гайденгайм (8-е)               |
| Раунд плей-оф                | ОШ                           | Ланс (7-е)                    | Серкль (ЛЄ 3КР ОШ)          | Партизан (ЛЄ 3КР ОШ)      | Трабзонспор (ЛЄ 3КР ОШ)        |
| Раунд плей-оф                | ОШ                           | Серветт (ЛЄ 3КР ОШ)           | Кривбас (ЛЄ 3КР ОШ)         | Рієка (ЛЄ 3КР ОШ)         | Панатінаїкос (ЛЄ 3КР ОШ)       |
|                              |                              |                               |                             |                           |                                |
| Третій кваліфікаційний раунд | ШЧ                           | ГІК (ЛЧ 1КР)                  | Ларн (ЛЧ 1КР)               |                           |                                |
| Третій кваліфікаційний раунд | ОШ                           | Кілмарнок (ЛЄ 2КР)            | Воєводина (ЛЄ 2КР)          | Сількеборг (ЛЄ 2КР)       | Маккабі (Петах-Тіква) (ЛЄ 2КР) |
| Третій кваліфікаційний раунд | ОШ                           | Вісла (Краків) (ЛЄ 2КР)       | Корвінул (ЛЄ 2КР)           | Ботев (Пловдив) (ЛЄ 2КР)  | Ружомберок (ЛЄ 2КР)            |
| Третій кваліфікаційний раунд | ОШ                           | Шериф (ЛЄ 2КР)                |                             |                           |                                |
|                              |                              |                               |                             |                           |                                |
| Другий кваліфікаційний раунд | ШЧ                           | Ордабаси (ЛЧ 1КР)             | Балкані (ЛЧ 1КР)            | Пюнік (ЛЧ 1КР)            | Дифферданж 03 (ЛЧ 1КР)         |
| Другий кваліфікаційний раунд | ШЧ                           | Хамрун Спартанс (ЛЧ 1КР)      | Динамо (Батумі) (ЛЧ 1КР)    | Флора (ЛЧ 1КР)            | Вікінгур (ЛЧ 1КР)              |
| Другий кваліфікаційний раунд | ШЧ                           | Егнатія (ЛЧ 1КР)              | Струга (ЛЧ 1КР)             | Дечич (ЛЧ 1КР)            | Віртус (ЛЧ 1КР)                |
| Другий кваліфікаційний раунд | ОШ                           | Пафос (ЛЄ 1КР)                | Пакш (ЛЄ 1КР)               | Зіра (ЛЄ 1КР)             | Тобол (ЛЄ 1КР)                 |
| Другий кваліфікаційний раунд | ОШ                           | Марибор (ЛЄ 1КР)              | Ллапі (ЛЄ 1КР)              | Гоу Егед Іглз (ПО)        | Віторія (Гімарайнш) (5-е)      |
| Другий кваліфікаційний раунд | ОШ                           | Гент (ПО)                     | Сент-Міррен (5-е)           | Аустрія (Відень) (ПО)     | Раднички 1923 (5-е)            |
| Другий кваліфікаційний раунд | ОШ                           | Істанбул Башакшехір (4-е)     | Цюрих (4-е)                 | Санкт-Галлен (5-е)        | Дніпро-1 (4-е)                 |
| Другий кваліфікаційний раунд | ОШ                           | Полісся (5-е)                 | Банік (4-е)                 | Млада Болеслав (ПО)       | Бранн (2-е)                    |
| Другий кваліфікаційний раунд | ОШ                           | Тромсе (3-є)                  | Брондбю (2-е)               | Копенгаген (ПО)           | Хайдук (3-є)                   |
| Другий кваліфікаційний раунд | ОШ                           | Осієк (4-е)                   | АЕК (2-е)                   | Маккабі (Хайфа) (2-е)     | Хапоель (Беер-Шева) (3-є)      |
| Другий кваліфікаційний раунд | ОШ                           | АЕК (2-е)                     | Омонія (3-є)                | Геккен (3-є)              | Юргорден (4-е)                 |
| Другий кваліфікаційний раунд | ОШ                           | Шльонськ (2-е)                | Легія (3-є)                 | Академія Пушкаша (3-є)    | Фегервар (4-е)                 |
| Другий кваліфікаційний раунд | ОШ                           | ЧФР (2-е)                     | Університатя (Крайова) (ПО) | Черно море (2-е)          | ЦСКА 1948 (ПО)                 |
| Другий кваліфікаційний раунд | ОШ                           | ДАК 1904 (2-е)                | Спартак (Трнава) (3-є)      | Сабах (3-є)               | Сумгаїт (4-е)                  |
| Другий кваліфікаційний раунд | ОШ                           | Астана (2-е)                  | Олімпія (3-є)               | Зімбру (3-є)              | Дріта (3-є)                    |
| Другий кваліфікаційний раунд | ОШ                           | Вадуц (ПК)                    | Рига (ПК)                   | Сент-Патрікс Атлетік (ПК) | Ільвес (ПК)                    |
| Другий кваліфікаційний раунд | ОШ                           | Трансінвест (ПК)[Прим LTU]    | Арарат-Вірменія (ПК)        | Німан (ПК)                | Зрінськи (ПК)                  |
| Другий кваліфікаційний раунд | ОШ                           | Прогрес (ПК)                  | ГБ (ПК)                     | Кліфтонвілл (ПК)          | Сліма Вондерерз (ПК)           |
| Другий кваліфікаційний раунд | ОШ                           | Іберія 1999 (ПК)              |                             |                           |                                |
|                              |                              |                               |                             |                           |                                |
| Перший кваліфікаційний раунд | Перший кваліфікаційний раунд | Актобе (3-є)                  | Браво (4-е)                 | Мілсамі (4-е)             | Малішево (4-е)                 |
| Перший кваліфікаційний раунд | Перший кваліфікаційний раунд | Ауда (3-є)                    | Лієпая (5-е)[Прим LVA]      | Деррі Сіті (2-е)          | Шелбурн (4-е)                  |
| Перший кваліфікаційний раунд | Перший кваліфікаційний раунд | КуПС (2-е)                    | ВПС (ПО)                    | Жальгіріс (Вільнюс) (2-е) | Шяуляй (3-є)                   |
| Перший кваліфікаційний раунд | Перший кваліфікаційний раунд | Ноах (2-е)                    | Урарту (4-е)                | Торпедо-БелАЗ (3-є)       | Іслоч (4-е)                    |
| Перший кваліфікаційний раунд | Перший кваліфікаційний раунд | Вележ (3-є)                   | Сараєво (4-е)               | Ф91 Дюделанж (3-є)        | УНА Штрассен (6-е)[Прим LUX]   |
| Перший кваліфікаційний раунд | Перший кваліфікаційний раунд | Вікінгур (2-е)                | Б36 (4-е)                   | Лінфілд (2-е)             | Крузейдерс (ПО)                |
| Перший кваліфікаційний раунд | Перший кваліфікаційний раунд | Флоріана (2-е)                | Марсашлокк (4-е)            | Динамо (Тбілісі) (2-е)    | Торпедо (3-є)                  |
| Перший кваліфікаційний раунд | Перший кваліфікаційний раунд | ФКІ Левадія (2-е)             | Калев (Таллінн) (3-є)       | Пайде (4-е)               | Валюр (2-е)                    |
| Перший кваліфікаційний раунд | Перший кваліфікаційний раунд | Стьярнан (3-є)                | Брєйдаблік (4-е)            | Партизані (2-е)           | Влазнія (4-е)                  |
| Перший кваліфікаційний раунд | Перший кваліфікаційний раунд | Тирана (5-е)[Прим ALB]        | Коннас-Кі Номадс (ПК)       | Бала Таун (3-є)           | Карнарвон Таун (ПО)            |
| Перший кваліфікаційний раунд | Перший кваліфікаційний раунд | Сент-Джозефс (2-е)            | Бруно Мегпіс (3-є)          | Тиквеш (ПК)               | Шкендія (2-е)                  |
| Перший кваліфікаційний раунд | Перший кваліфікаційний раунд | Інтер (2-е)                   | Атлетік Ескальдес (3-є)     | Будучност (ПК)            | Морнар (2-е)                   |
| Перший кваліфікаційний раунд | Перший кваліфікаційний раунд | Ла Фіоріта (ПК)               | Тре Пенне (ПО)              |                           |                                |

Примітки
1. ^ Албанія (ALB): Скендербеу, що посів 3-є місце в Суперлізі Албанії з футболу 2023—2024, дискваліфікований з єврокубків. Отже, Тирана, що посіла 5-е місце, братиме участь в першому кваліфікаційному раунді.
2. ^ Латвія (LVA): Валмієра, що посів 4-е місце в Латвійській футбольній вищій лізі 2023, не отримала ліцензію УЄФА. Отже, Лієпая, що посіла 5-е місце, братиме участь в першому кваліфікаційному раунді.
3. ^ Литва (LTU): Трансінвест отримав виключення з правила «трьох років».[5]
4. ^ Люксембург (LUX): Свіфт, що посів 2-е місце в Національному футбольному дивізіоні Люксембургу 2023—2024, не отримав ліцензію УЄФА. Отже, УНА Штрассен, що посів 6-е місце, братиме участь в першому кваліфікаційному раунді, оскільки Женесс, що посів 5-е місце, також не отримав ліцензію УЄФА.

## Календар
Нижче наведено розклад турніру.
| Стадія       | Раунд                        | Жеребкування   | Перший матч       | Матч-відповідь    |
| ------------ | ---------------------------- | -------------- | ----------------- | ----------------- |
| Кваліфікація | Перший кваліфікаційний раунд | 18 червня 2024 | 11 липня 2024     | 18 липня 2024     |
| Кваліфікація | Другий кваліфікаційний раунд | 19 червня 2024 | 25 липня 2024     | 1 серпня 2024     |
| Кваліфікація | Третій кваліфікаційний раунд | 22 липня 2024  | 8 серпня 2024     | 15 серпня 2024    |
| Кваліфікація | Раунд плей-оф                | 5 серпня 2024  | 22 серпня 2024    | 29 серпня 2024    |
| Етап ліги    | Ігровий день 1               | 30 серпня 2024 | 3 жовтня 2024     | 3 жовтня 2024     |
| Етап ліги    | Ігровий день 2               | 30 серпня 2024 | 24 жовтня 2024    | 24 жовтня 2024    |
| Етап ліги    | Ігровий день 3               | 30 серпня 2024 | 7 листопада 2024  | 7 листопада 2024  |
| Етап ліги    | Ігровий день 4               | 30 серпня 2024 | 28 листопада 2024 | 28 листопада 2024 |
| Етап ліги    | Ігровий день 5               | 30 серпня 2024 | 12 грудня 2024    | 12 грудня 2024    |
| Етап ліги    | Ігровий день 6               | 30 серпня 2024 | 19 грудня 2024    | 19 грудня 2024    |
| Плей-оф      | Стикові матчі                | 20 грудня 2024 | 13 лютого 2025    | 20 лютого 2025    |
| Плей-оф      | 1/8 фіналу                   | 21 лютого 2025 | 6 березня 2025    | 13 березня 2025   |
| Плей-оф      | 1/4 фіналу                   | 21 лютого 2025 | 10 квітня 2025    | 17 квітня 2025    |
| Плей-оф      | 1/2 фіналу                   | 21 лютого 2025 | 1 травня 2025     | 8 травня 2025     |
| Плей-оф      | Фінал                        | 21 лютого 2025 | 28 травня 2025    | 28 травня 2025    |

## Кваліфікація

### Перший кваліфікаційний раунд
Жеребкування відбулося 18 червня 2024 року. Перші матчі відбулися 10–11 липня, а матчі-відповіді — 17–18 липня 2024 року.
| Команда 1         | Заг.           | Команда 2           | 1-й матч | 2-й матч |
| ----------------- | -------------- | ------------------- | -------- | -------- |
| Вележ             | 2:6            | Інтер               | 1:1      | 1:5      |
| Флоріана          | 4:2            | Тре Пенне           | 3:1      | 1:1      |
| Торпедо-БелАЗ     | 2:4            | Мілсамі             | 2:4      | 0:0      |
| Шяуляй            | 0:2            | ФКІ Левадія         | 0:2      | 0:0      |
| Бала Таун         | 2:3            | Пайде               | 1:2      | 1:1 (дч) |
| Ла Фіоріта        | 1:1 (пен. 4:2) | Іслоч               | 0:1      | 1:0      |
| Карнарвон Таун    | 3:3 (пен. 8:7) | Крузейдерс          | 2:0      | 1:3      |
| Калев (Таллінн)   | 1:4            | Урарту              | 1:2      | 0:2      |
| Валюр             | 6:2            | Влазнія             | 2:2      | 4:0      |
| Бруно Мегпіс      | 3:2            | Деррі Сіті          | 2:0      | 1:2 (дч) |
| Малішево          | 1:3            | Будучност           | 1:0      | 0:3      |
| Атлетік Ескальдес | 0:3            | Ф91 Дюделанж        | 0:1      | 0:2      |
| Партизані         | 3:2            | Марсашлокк          | 1:1      | 2:1      |
| Ауда              | 3:0            | Б36                 | 2:0      | 1:0      |
| Стьярнан          | 4:3            | Лінфілд             | 2:0      | 2:3      |
| Торпедо           | 2:1            | Тирана              | 1:1      | 1:0      |
| Шелбурн           | 3:2            | Сент-Джозефс        | 2:1      | 1:1      |
| Актобе            | 3:3 (пен. 3:4) | Сараєво             | 0:1      | 3:2      |
| Браво             | 2:1            | Коннас-Кі Номадс    | 0:1      | 2:0 (дч) |
| Лієпая            | 1:3            | Вікінгур            | 1:1      | 0:2      |
| Ноах              | 4:1            | Шкендія             | 2:0      | 2:1      |
| Тиквеш            | 4:5            | Брєйдаблік          | 3:2      | 1:3      |
| Морнар            | 3:2            | Динамо (Тбілісі)    | 2:1      | 1:1      |
| УНА Штрассен      | 0:5            | КуПС                | 0:0      | 0:5      |
| ВПС               | 1:3            | Жальгіріс (Вільнюс) | 1:2      | 0:1      |

1. 1 2 3  Порядок матчів було змінено після жеребкування.

### Другий кваліфікаційний раунд
Жеребкування відбулося 19 червня 2024 року. Перші матчі відбулися 23–25 липня, а матчі-відповіді — 30–31 липня та 1 серпня 2024 року.
| Команда 1       | Заг.           | Команда 2       | 1-й матч | 2-й матч |
| --------------- | -------------- | --------------- | -------- | -------- |
| ГІК             | +:-            |                 | —        | —        |
| Ларн            | +:-            |                 | —        | —        |
| Дифферданж 03   | 4:4 (пен. 3:4) | Ордабаси        | 1:0      | 3:4      |
| Вікінгур        | 2:1            | Егнатія         | 0:1      | 2:0      |
| Віртус          | 2:5            | Флора           | 0:0      | 2:5 (дч) |
| Струга          | 3:4            | Пюнік           | 2:1      | 1:3      |
| Динамо (Батумі) | 0:2            | Дечич           | 0:2      | 0:0      |
| Балкані         | 2:0            | Хамрун Спартанс | 0:0      | 2:0      |

| Команда 1            | Заг.           | Команда 2              | 1-й матч | 2-й матч |
| -------------------- | -------------- | ---------------------- | -------- | -------- |
| Гоу Егед Іглз        | 1:2            | Бранн                  | 0:0      | 1:2      |
| Омонія               | 5:2            | Торпедо                | 3:1      | 2:1      |
| Брєйдаблік           | 1:3            | Дріта                  | 1:2      | 0:1      |
| Осієк                | 6:1            | ФКІ Левадія            | 5:1      | 1:0      |
| Олімпія              | 4:1            | Полісся                | 2:0      | 2:1      |
| АЕК                  | 8:3            | Інтер                  | 4:3      | 4:0      |
| КуПС                 | 0:2            | Тромсе                 | 0:1      | 0:1      |
| Валюр                | 1:4            | Сент-Міррен            | 0:0      | 1:4      |
| Сумгаїт              | 1:2            | Фегервар               | 1:2      | 0:0      |
| Ільвес               | 5:5 (пен. 5:4) | Аустрія (Відень)       | 2:1      | 3:4      |
| ЦСКА 1948            | 2:1            | Будучност              | 1:0      | 1:1 (дч) |
| Зіра                 | 6:1            | ДАК 1904               | 4:0      | 2:1      |
| Марибор              | 4:3            | Університатя (Крайова) | 2:0      | 2:3      |
| Сент-Патрікс Атлетік | 5:3            | Вадуц                  | 3:1      | 2:2      |
| Бруно Мегпіс         | 1:8            | Копенгаген             | 0:3      | 1:5      |
| Істанбул Башакшехір  | 10:1           | Ла Фіоріта             | 6:1      | 4:0      |
| Легія                | 11:0           | Карнарвон Таун         | 6:0      | 5:0      |
| Дніпро-1             | 0:6            | Академія Пушкаша       | 0:3      | 0:3      |
| Жальгіріс (Вільнюс)  | 2:4            | Пафос                  | 2:1      | 0:3 (дч) |
| Юргорден             | 3:1            | Прогрес                | 3:0      | 0:1      |
| Гент                 | 7:1            | Вікінгур               | 4:1      | 3:0      |
| Ф91 Дюделанж         | 3:12           | Геккен                 | 2:6      | 1:6      |
| Хапоель (Беер-Шева)  | 2:1            | Черно море             | 0:0      | 2:1      |
| Хайдук               | 2:0            | ГБ                     | 2:0      | 0:0      |
| Зрінськи             | 3:2            | Браво                  | 0:1      | 3:1      |
| Рига                 | 2:3            | Шльонськ               | 1:0      | 1:3      |
| Флоріана             | 0:5            | Віторія (Гімарайнш)    | 0:1      | 0:4      |
| Стьярнан             | 2:5            | Пайде                  | 2:1      | 0:4      |
| Кліфтонвілл          | 1:4            | Ауда                   | 1:2      | 0:2      |
| Санкт-Галлен         | 5:1            | Тобол                  | 4:1      | 1:0      |
| Млада Болеслав       | 3:0            | Трансінвест            | 2:0      | 1:0      |
| Ноах                 | 7:0            | Сліма Вондерерз        | 7:0      | 0:0      |
| Банік                | 7:1            | Урарту                 | 5:1      | 2:0      |
| Цюрих                | 3:0            | Шелбурн                | 3:0      | 0:0      |
| Брондбю              | 8:2            | Ллапі                  | 6:0      | 2:2      |
| ЧФР                  | 5:0            | Німан                  | 0:0      | 5:0      |
| Зімбру               | 1:6            | Арарат-Вірменія        | 0:3      | 1:3      |
| Раднички 1923        | 2:2 (пен. 3:4) | Морнар                 | 1:0      | 1:2      |
| Сараєво              | 0:3            | Спартак (Трнава)       | 0:0      | 0:3      |
| Маккабі (Хайфа)      | 6:6 (пен. 2:3) | Сабах                  | 0:3      | 6:3      |
| Пакш                 | 5:0            | АЕК                    | 3:0      | 2:0      |
| Іберія 1999          | 2:0            | Партизані              | 2:0      | 0:0      |
| Мілсамі              | 1:2            | Астана                 | 1:1      | 0:1      |

1. 1 2 3  Порядок матчів було змінено після жеребкування.
2. 1 2  «Дніпру-1» зараховано дві технічні поразки через неготовність до гри внаслідок банкрутства[10].

### Третій кваліфікаційний раунд
Жеребкування відбулося 22 липня 2024 року. Перші матчі відбулися 6–8 серпня, а матчі-відповіді — 13–15 серпня 2024 року.
| Команда 1 | Заг.           | Команда 2 | 1-й матч | 2-й матч |
| --------- | -------------- | --------- | -------- | -------- |
| Вікінгур  | 3:2            | Флора     | 1:1      | 2:1      |
| Ордабаси  | 0:2            | Пюнік     | 0:1      | 0:1      |
| Балкані   | 1:1 (пен. 1:4) | Ларн      | 0:1      | 1:0      |
| ГІК       | 2:2 (пен. 4:3) | Дечич     | 1:0      | 1:2      |

| Команда 1             | Заг.             | Команда 2           | 1-й матч | 2-й матч |
| --------------------- | ---------------- | ------------------- | -------- | -------- |
| Млада Болеслав        | 5:3              | Хапоель (Беер-Шева) | 1:1      | 4:2      |
| Кілмарнок             | 3:2              | Тромсе              | 2:2      | 1:0      |
| Арарат-Вірменія       | 3:4              | Академія Пушкаша    | 0:1      | 3:3      |
| Цюрих                 | 0:5              | Віторія (Гімарайнш) | 0:3      | 0:2      |
| Пакш                  | 5:2              | Морнар              | 3:0      | 2:2      |
| Геккен                | 7:2              | Пайде               | 6:1      | 1:1      |
| Марибор               | 2:2 (пен. 4:2)   | Воєводина           | 2:1      | 0:1      |
| Спартак (Трнава)      | 4:4 (пен. 11:12) | Вісла (Краків)      | 3:1      | 1:3      |
| Сент-Патрікс Атлетік  | 2:0              | Сабах               | 1:0      | 1:0      |
| Сент-Міррен           | 2:4              | Бранн               | 1:1      | 1:3      |
| ЦСКА 1948             | 2:5              | Пафос               | 2:1      | 0:4 (дч) |
| Ільвес                | 2:4              | Юргорден            | 1:1      | 1:3      |
| Корвінул              | 2:8              | Астана              | 1:2      | 1:6      |
| Ружомберок            | 1:0              | Хайдук              | 0:0      | 1:0      |
| Ноах                  | 4:1              | АЕК                 | 3:1      | 1:0      |
| Ауда                  | 2:3              | Дріта               | 1:0      | 1:3 (дч) |
| Іберія 1999           | 0:3              | Істанбул Башакшехір | 0:1      | 0:2      |
| Брондбю               | 3:4              | Легія               | 2:3      | 1:1      |
| Маккабі (Петах-Тіква) | 0:2              | ЧФР                 | 0:1      | 0:1      |
| Сількеборг            | 4:5              | Гент                | 2:2      | 2:3 (дч) |
| Осієк                 | 3:3 (пен. 1:2)   | Зіра                | 1:1      | 2:2      |
| Санкт-Галлен          | 4:3              | Шльонськ            | 2:0      | 2:3      |
| Ботев (Пловдив)       | 2:3              | Зрінськи            | 2:1      | 0:2      |
| Омонія                | 3:0              | Фегервар            | 1:0      | 2:0      |
| Копенгаген            | 1:1 (пен. 2:1)   | Банік               | 1:0      | 0:1      |
| Олімпія               | 4:0              | Шериф               | 3:0      | 1:0      |

### Раунд плей-оф
Жеребкування відбулося 5 серпня 2024 року. Перші матчі відбулися 20–22 серпня, а матчі-відповіді — 28–29 серпня 2024 року.
| Команда 1         | Заг. | Команда 2      | 1-й матч | 2-й матч |
| ----------------- | ---- | -------------- | -------- | -------- |
| Лінкольн Ред Імпс | 3:4  | Ларн           | 2:1      | 1:3      |
| Пюнік             | 2:4  | Целє           | 1:0      | 1:4      |
| Вікінгур          | 5:0  | Уніо Еспортива | 5:0      | 0:0      |
| Паневежис         | 0:3  | Нью-Сейнтс     | 0:3      | 0:0      |
| Клаксвік          | 3:4  | ГІК            | 2:2      | 1:2      |

| Команда 1            | Заг.           | Команда 2           | 1-й матч | 2-й матч |
| -------------------- | -------------- | ------------------- | -------- | -------- |
| Омонія               | 6:1            | Зіра                | 6:0      | 0:1      |
| Санкт-Галлен         | 1:1 (пен. 5:4) | Трабзонспор         | 0:0      | 1:1      |
| Ланс                 | 2:3            | Панатінаїкос        | 2:1      | 0:2      |
| Геккен               | 3:5            | Гайденгайм          | 1:2      | 2:3      |
| Копенгаген           | 3:1            | Кілмарнок           | 2:0      | 1:1      |
| Віторія (Гімарайнш)  | 7:0            | Зрінськи            | 3:0      | 4:0      |
| Бранн                | 2:3            | Астана              | 2:0      | 0:3      |
| Легія                | 3:0            | Дріта               | 2:0      | 1:0      |
| Рієка                | 1:6            | Олімпія             | 1:1      | 0:5      |
| Фіорентіна           | 4:4 (пен. 5:4) | Академія Пушкаша    | 3:3      | 1:1      |
| Юргорден             | 2:0            | Марибор             | 1:0      | 1:0      |
| Вісла (Краків)       | 5:7            | Серкль              | 1:6      | 4:1      |
| Млада Болеслав       | 5:2            | Пакш                | 2:2      | 3:0      |
| Сент-Патрікс Атлетік | 0:2            | Істанбул Башакшехір | 0:0      | 0:2      |
| Челсі                | 3:2            | Серветт             | 2:0      | 1:2      |
| ЧФР                  | 1:3            | Пафос               | 1:0      | 0:3      |
| Партизан             | 0:2            | Гент                | 0:1      | 0:1      |
| Кривбас              | 0:5            | Реал Бетіс          | 0:2      | 0:3      |
| Ноах                 | 4:3            | Ружомберок          | 3:0      | 1:3      |

## Етап ліги
Жеребкування, яке визначило протистояння в етапі ліги, відбулося 30 серпня 2024 року. 36 команд були поділені на шість кошиків по шість клубів. Кошики складалися відповідно до клубного рейтингу коефіціентів, встановленого перед початком сезону.
Кожна команда зіграє шість матчів (три вдома та три на виїзді) проти шести різних команд (по одній з кожного кошику). Команди з однієї асоціації не можуть бути зведені жеребкуванням одна проти одної, і кожна команда може грати максимум проти двох суперників з будь-якої іншої асоціації.

### Таблиця
Вісім найкращих команд напряму потраплять до 1/8 фіналу. Команди, які посядуть місця з 9 по 24, змагатимуться в стикових матчах, щоб забезпечити собі участь в 1/8 фіналу. Команди, які посядуть 9-16 місця, будуть сіяними в стикових матчах, а команди, які посядуть 17-24 місця - несіяними. Команди, які посядуть 25-36 місця, припинять виступи в єврокубках.

| Поз | Команда             | І | В | Н | П | ГЗ | ГП | РГ  | О  | Кваліфікація                    |
| --- | ------------------- | - | - | - | - | -- | -- | --- | -- | ------------------------------- |
| 1   | Челсі               | 6 | 6 | 0 | 0 | 26 | 5  | +21 | 18 | Вихід в 1/8 фіналу (сіяні)      |
| 2   | Віторія (Гімарайнш) | 6 | 4 | 2 | 0 | 13 | 6  | +7  | 14 | Вихід в 1/8 фіналу (сіяні)      |
| 3   | Фіорентіна          | 6 | 4 | 1 | 1 | 18 | 7  | +11 | 13 | Вихід в 1/8 фіналу (сіяні)      |
| 4   | Рапід               | 6 | 4 | 1 | 1 | 11 | 5  | +6  | 13 | Вихід в 1/8 фіналу (сіяні)      |
| 5   | Юргорден            | 6 | 4 | 1 | 1 | 11 | 7  | +4  | 13 | Вихід в 1/8 фіналу (сіяні)      |
| 6   | Лугано              | 6 | 4 | 1 | 1 | 11 | 7  | +4  | 13 | Вихід в 1/8 фіналу (сіяні)      |
| 7   | Легія               | 6 | 4 | 0 | 2 | 13 | 5  | +8  | 12 | Вихід в 1/8 фіналу (сіяні)      |
| 8   | Серкль              | 6 | 3 | 2 | 1 | 14 | 7  | +7  | 11 | Вихід в 1/8 фіналу (сіяні)      |
| 9   | Ягеллонія           | 6 | 3 | 2 | 1 | 10 | 5  | +5  | 11 | Вихід в стикові матчі (сіяні)   |
| 10  | Шемрок Роверс       | 6 | 3 | 2 | 1 | 12 | 9  | +3  | 11 | Вихід в стикові матчі (сіяні)   |
| 11  | АПОЕЛ               | 6 | 3 | 2 | 1 | 8  | 5  | +3  | 11 | Вихід в стикові матчі (сіяні)   |
| 12  | Пафос               | 6 | 3 | 1 | 2 | 11 | 7  | +4  | 10 | Вихід в стикові матчі (сіяні)   |
| 13  | Панатінаїкос        | 6 | 3 | 1 | 2 | 10 | 7  | +3  | 10 | Вихід в стикові матчі (сіяні)   |
| 14  | Олімпія             | 6 | 3 | 1 | 2 | 7  | 6  | +1  | 10 | Вихід в стикові матчі (сіяні)   |
| 15  | Реал Бетіс          | 6 | 3 | 1 | 2 | 6  | 5  | +1  | 10 | Вихід в стикові матчі (сіяні)   |
| 16  | Гайденгайм          | 6 | 3 | 1 | 2 | 7  | 7  | 0   | 10 | Вихід в стикові матчі (сіяні)   |
| 17  | Гент                | 6 | 3 | 0 | 3 | 8  | 8  | 0   | 9  | Вихід в стикові матчі (несіяні) |
| 18  | Копенгаген          | 6 | 2 | 2 | 2 | 8  | 9  | −1  | 8  | Вихід в стикові матчі (несіяні) |
| 19  | Вікінгур            | 6 | 2 | 2 | 2 | 7  | 8  | −1  | 8  | Вихід в стикові матчі (несіяні) |
| 20  | Борац               | 6 | 2 | 2 | 2 | 4  | 7  | −3  | 8  | Вихід в стикові матчі (несіяні) |
| 21  | Целє                | 6 | 2 | 1 | 3 | 13 | 13 | 0   | 7  | Вихід в стикові матчі (несіяні) |
| 22  | Омонія              | 6 | 2 | 1 | 3 | 7  | 7  | 0   | 7  | Вихід в стикові матчі (несіяні) |
| 23  | Молде               | 6 | 2 | 1 | 3 | 10 | 11 | −1  | 7  | Вихід в стикові матчі (несіяні) |
| 24  | ТСЦ                 | 6 | 2 | 1 | 3 | 10 | 13 | −3  | 7  | Вихід в стикові матчі (несіяні) |
| 25  | Гарт оф Мідлотіан   | 6 | 2 | 1 | 3 | 6  | 9  | −3  | 7  |                                 |
| 26  | Істанбул Башакшехір | 6 | 1 | 3 | 2 | 9  | 12 | −3  | 6  |                                 |
| 27  | Млада Болеслав      | 6 | 2 | 0 | 4 | 7  | 10 | −3  | 6  |                                 |
| 28  | Астана              | 6 | 1 | 2 | 3 | 4  | 8  | −4  | 5  |                                 |
| 29  | Санкт-Галлен        | 6 | 1 | 2 | 3 | 10 | 18 | −8  | 5  |                                 |
| 30  | ГІК                 | 6 | 1 | 1 | 4 | 3  | 9  | −6  | 4  |                                 |
| 31  | Ноах                | 6 | 1 | 1 | 4 | 6  | 16 | −10 | 4  |                                 |
| 32  | Нью-Сейнтс          | 6 | 1 | 0 | 5 | 5  | 10 | −5  | 3  |                                 |
| 33  | Динамо (Мінськ)     | 6 | 1 | 0 | 5 | 4  | 13 | −9  | 3  |                                 |
| 34  | Ларн                | 6 | 1 | 0 | 5 | 3  | 12 | −9  | 3  |                                 |
| 35  | ЛАСК                | 6 | 0 | 3 | 3 | 4  | 14 | −10 | 3  |                                 |
| 36  | Петрокуб            | 6 | 0 | 2 | 4 | 4  | 13 | −9  | 2  |                                 |

1. 1 2  Голи на виїзді: Юргорден 5, Лугано 4.

### Результати
| Команда 1           | Рахунок | Команда 2         |
| ------------------- | ------- | ----------------- |
| Істанбул Башакшехір | 1:2     | Рапід             |
| Віторія (Гімарайнш) | 3:1     | Целє              |
| Гайденгайм          | 2:1     | Олімпія           |
| Серкль              | 6:2     | Санкт-Галлен      |
| Астана              | 1:0     | ТСЦ               |
| Динамо (Мінськ)     | 1:2     | Гарт оф Мідлотіан |
| Ноах                | 2:0     | Млада Болеслав    |
| Легія               | 1:0     | Реал Бетіс        |
| Молде               | 3:0     | Ларн              |
| Омонія              | 4:0     | Вікінгур          |
| Фіорентіна          | 2:0     | Нью-Сейнтс        |
| Челсі               | 4:2     | Гент              |
| Копенгаген          | 1:2     | Ягеллонія         |
| Лугано              | 3:0     | ГІК               |
| Петрокуб            | 1:4     | Пафос             |
| Борац               | 1:1     | Панатінаїкос      |
| ЛАСК                | 2:2     | Юргорден          |
| Шемрок Роверс       | 1:1     | АПОЕЛ             |

| Команда 1         | Рахунок | Команда 2           |
| ----------------- | ------- | ------------------- |
| Вікінгур          | 3:1     | Серкль              |
| АПОЕЛ             | 0:1     | Борац               |
| Юргорден          | 1:2     | Віторія (Гімарайнш) |
| Санкт-Галлен      | 2:4     | Фіорентіна          |
| Гарт оф Мідлотіан | 2:0     | Омонія              |
| Ягеллонія         | 2:0     | Петрокуб            |
| Гент              | 2:1     | Молде               |
| Ларн              | 1:4     | Шемрок Роверс       |
| Целє              | 5:1     | Істанбул Башакшехір |
| Панатінаїкос      | 1:4     | Челсі               |
| Рапід             | 1:0     | Ноах                |
| Млада Болеслав    | 0:1     | Лугано              |
| ТСЦ               | 0:3     | Легія               |
| ГІК               | 1:0     | Динамо (Мінськ)     |
| Олімпія           | 2:0     | ЛАСК                |
| Пафос             | 0:1     | Гайденгайм          |
| Реал Бетіс        | 1:1     | Копенгаген          |
| Нью-Сейнтс        | 2:0     | Астана              |

| Команда 1           | Рахунок | Команда 2           |
| ------------------- | ------- | ------------------- |
| Вікінгур            | 2:0     | Борац               |
| Петрокуб            | 0:3     | Рапід               |
| ТСЦ                 | 4:1     | Лугано              |
| ГІК                 | 0:2     | Олімпія             |
| Гент                | 1:0     | Омонія              |
| Легія               | 4:0     | Динамо (Мінськ)     |
| Пафос               | 1:0     | Астана              |
| Шемрок Роверс       | 2:1     | Нью-Сейнтс          |
| АПОЕЛ               | 2:1     | Фіорентіна          |
| Челсі               | 8:0     | Ноах                |
| Юргорден            | 2:1     | Панатінаїкос        |
| Копенгаген          | 2:2     | Істанбул Башакшехір |
| Гарт оф Мідлотіан   | 0:2     | Гайденгайм          |
| Ягеллонія           | 3:0     | Молде               |
| Ларн                | 1:2     | Санкт-Галлен        |
| ЛАСК                | 0:0     | Серкль              |
| Реал Бетіс          | 2:1     | Целє                |
| Віторія (Гімарайнш) | 2:1     | Млада Болеслав      |

| Команда 1           | Рахунок | Команда 2           |
| ------------------- | ------- | ------------------- |
| Істанбул Башакшехір | 1:1     | Петрокуб            |
| Астана              | 1:1     | Віторія (Гімарайнш) |
| Гайденгайм          | 0:2     | Челсі               |
| Серкль              | 2:0     | Гарт оф Мідлотіан   |
| Динамо (Мінськ)     | 1:2     | Копенгаген          |
| Ноах                | 0:0     | Вікінгур            |
| Санкт-Галлен        | 2:2     | ТСЦ                 |
| Борац               | 2:1     | ЛАСК                |
| Молде               | 0:1     | АПОЕЛ               |
| Целє                | 3:3     | Ягеллонія           |
| Панатінаїкос        | 1:0     | ГІК                 |
| Нью-Сейнтс          | 0:1     | Юргорден            |
| Фіорентіна          | 3:2     | Пафос               |
| Лугано              | 2:0     | Гент                |
| Млада Болеслав      | 2:1     | Реал Бетіс          |
| Олімпія             | 1:0     | Ларн                |
| Омонія              | 0:3     | Легія               |
| Рапід               | 1:1     | Шемрок Роверс       |

| Команда 1           | Рахунок | Команда 2           |
| ------------------- | ------- | ------------------- |
| Вікінгур            | 1:2     | Юргорден            |
| Астана              | 1:3     | Челсі               |
| Фіорентіна          | 7:0     | ЛАСК                |
| Копенгаген          | 2:0     | Гарт оф Мідлотіан   |
| Динамо (Мінськ)     | 2:0     | Ларн                |
| Ноах                | 1:3     | АПОЕЛ               |
| Петрокуб            | 0:1     | Реал Бетіс          |
| ГІК                 | 2:2     | Молде               |
| Істанбул Башакшехір | 3:1     | Гайденгайм          |
| Легія               | 1:2     | Лугано              |
| Олімпія             | 1:4     | Серкль              |
| Санкт-Галлен        | 1:4     | Віторія (Гімарайнш) |
| Млада Болеслав      | 1:0     | Ягеллонія           |
| Гент                | 3:0     | ТСЦ                 |
| Омонія              | 3:1     | Рапід               |
| Пафос               | 2:0     | Целє                |
| Шемрок Роверс       | 3:0     | Борац               |
| Нью-Сейнтс          | 0:2     | Панатінаїкос        |

| Команда 1           | Рахунок | Команда 2           |
| ------------------- | ------- | ------------------- |
| Гайденгайм          | 1:1     | Санкт-Галлен        |
| АПОЕЛ               | 1:1     | Астана              |
| Серкль              | 1:1     | Істанбул Башакшехір |
| Челсі               | 5:1     | Шемрок Роверс       |
| Юргорден            | 3:1     | Легія               |
| Лугано              | 2:2     | Пафос               |
| Борац               | 0:0     | Омонія              |
| ТСЦ                 | 4:3     | Ноах                |
| Гарт оф Мідлотіан   | 2:2     | Петрокуб            |
| Ягеллонія           | 0:0     | Олімпія             |
| Ларн                | 1:0     | Гент                |
| ЛАСК                | 1:1     | Вікінгур            |
| Молде               | 4:3     | Млада Болеслав      |
| Целє                | 3:2     | Нью-Сейнтс          |
| Панатінаїкос        | 4:0     | Динамо (Мінськ)     |
| Реал Бетіс          | 1:0     | ГІК                 |
| Рапід               | 3:0     | Копенгаген          |
| Віторія (Гімарайнш) | 1:1     | Фіорентіна          |

## Плей-оф
В плей-оф команди зіграють одна з одною двоматчеві протистояння (вдома та на виїзді). Структура сітки плей-оф частково зафіксована заздалегідь за допомогою посіву, при цьому позиції команд у сітці визначаються підсумковим місцем у етапі ліги. Команди з однієї асоціації можуть зустрітися одна з одною в будь-якому раунді.
Механізм жеребкування для кожного раунду такий:
- Під час жеребкування стикових матчів вісім команд, які в етапі ліги посіли 9–16 місця, є сіяними, а вісім команд, які посіли 17–24 місця – несіяними. Жеребкування ділиться на чотири секції на основі попередньо визначеної турнірної сітки, в якій сіяні команди в кожній секції жеребкуються проти одного з двох можливих несіяних суперників. Сіяні команди проводять матч-відповідь вдома.
- Під час жеребкування 1/8 фіналу вісім команд, які в етапі ліги посіли 1–8 місця, є сіяними, а вісім переможців стикових матчів - несіяними. Жеребкування ділиться на чотири секції на основі попередньо визначеної турнірної сітки, в якій сіяні команди в кожній секції жеребкуються проти одного з двох можливих несіяних суперників. Сіяні команди проводять матч-відповідь вдома.
- У 1/4 і 1/2 фіналу точні пари формуються на основі попередньо визначеної турнірної сітки. Жеребкування проводиться тільки для того, щоб визначити, яка команда грає перший матч вдома. Переможець першої пари 1/2 фіналу буде формально домашньою командою в фіналі (для адміністративних цілей, оскільки гра проводиться на нейтральному полі).

### Турнірна сітка
|  |               |                 |               |                 |               |   |   |            |                     |              |                     |            |   |   |            |            |            |            |            |  |  |            |            |            |            |            |  |  |       |       |       |
|  | Стикові матчі | Стикові матчі   | Стикові матчі | Стикові матчі   | Стикові матчі |   |   | 1/8 фіналу | 1/8 фіналу          | 1/8 фіналу   | 1/8 фіналу          | 1/8 фіналу |   |   | 1/4 фіналу | 1/4 фіналу | 1/4 фіналу | 1/4 фіналу | 1/4 фіналу |  |  | 1/2 фіналу | 1/2 фіналу | 1/2 фіналу | 1/2 фіналу | 1/2 фіналу |  |  | Фінал | Фінал | Фінал |
|  | Стикові матчі | Стикові матчі   | Стикові матчі | Стикові матчі   | Стикові матчі |   |   | 1/8 фіналу | 1/8 фіналу          | 1/8 фіналу   | 1/8 фіналу          | 1/8 фіналу |   |   | 1/4 фіналу | 1/4 фіналу | 1/4 фіналу | 1/4 фіналу | 1/4 фіналу |  |  | 1/2 фіналу | 1/2 фіналу | 1/2 фіналу | 1/2 фіналу | 1/2 фіналу |  |  | Фінал | Фінал | Фінал |
|  |               |                 |               |                 |               |   |   |            |                     |              |                     |            |   |   |            |            |            |            |            |  |  |            |            |            |            |            |  |  |       |       |       |
|  |               |                 |               |                 |               |   |   |            |                     |              |                     |            |   |   |            |            |            |            |            |  |  |            |            |            |            |            |  |  |       |       |       |
|  | 17            | Гент            | 0             | 1               | 1             |   |   |            |                     |              |                     |            |   |   |            |            |            |            |            |  |  |            |            |            |            |            |  |  |       |       |       |
|  | 17            | Гент            | 0             | 1               | 1             |   |   |            |                     |              |                     |            |   |   |            |            |            |            |            |  |  |            |            |            |            |            |  |  |       |       |       |
|  | 15            | Реал Бетіс      | 3             | 0               | 3             |   |   | 15         | Реал Бетіс          | 2            | 4                   | 6          |   |   |            |            |            |            |            |  |  |            |            |            |            |            |  |  |       |       |       |
|  | 15            | Реал Бетіс      | 3             | 0               | 3             |   |   | 15         | Реал Бетіс          | 2            | 4                   | 6          |   |   |            |            |            |            |            |  |  |            |            |            |            |            |  |  |       |       |       |
|  |               |                 |               |                 |               |   |   | 2          | Віторія (Гімарайнш) | 2            | 0                   | 2          |   |   |            |            |            |            |            |  |  |            |            |            |            |            |  |  |       |       |       |
|  |               |                 | 15            | Реал Бетіс      | 2             | 1 | 3 | 2          | Віторія (Гімарайнш) | 2            | 0                   | 2          |   |   |            |            |            |            |            |  |  |            |            |            |            |            |  |  |       |       |       |
|  | 24            | ТСЦ             | 15            | Реал Бетіс      | 2             | 1 | 3 | 1          | 1                   | 2            |                     |            |   |   |            |            |            |            |            |  |  |            |            |            |            |            |  |  |       |       |       |
|  | 24            | ТСЦ             |               |                 |               |   | 9 | 1          | 1                   | 2            | Ягеллонія           | 0          | 1 | 1 |            |            |            |            |            |  |  |            |            |            |            |            |  |  |       |       |       |
|  | 9             | Ягеллонія       | 3             | 3               | 6             |   | 9 |            | 9                   | Ягеллонія    | Ягеллонія           | 0          | 1 | 1 | 3          | 0          | 3          |            |            |  |  |            |            |            |            |            |  |  |       |       |       |
|  | 9             | Ягеллонія       | 3             | 3               | 6             |   |   |            | 9                   | Ягеллонія    |                     |            |   |   |            |            | 3          |            |            |  |  |            |            |            |            |            |  |  |       |       |       |
|  |               |                 |               |                 |               |   |   | 8          | Серкль              | 0            | 2                   | 2          |   |   |            |            |            |            |            |  |  |            |            |            |            |            |  |  |       |       |       |
|  |               |                 | 15            | Реал Бетіс (дч) | 2             | 2 | 4 | 8          | Серкль              | 0            | 2                   | 2          |   |   |            |            |            |            |            |  |  |            |            |            |            |            |  |  |       |       |       |
|  | 21            | Целє            | 15            | Реал Бетіс (дч) | 2             | 2 | 4 | 2          | 2                   | 4            |                     |            |   |   |            |            |            |            |            |  |  |            |            |            |            |            |  |  |       |       |       |
|  | 21            | Целє            |               |                 |               |   | 3 | 2          | 2                   | 4            | Фіорентіна          | 1          | 2 | 3 |            |            |            |            |            |  |  |            |            |            |            |            |  |  |       |       |       |
|  | 11            | АПОЕЛ           | 2             | 0               | 2             |   | 3 |            | 21                  | Целє (пен. ) | Фіорентіна          | 1          | 2 | 3 | 1          | 4          | 5 (3)      |            |            |  |  |            |            |            |            |            |  |  |       |       |       |
|  | 11            | АПОЕЛ           | 2             | 0               | 2             |   |   |            | 21                  | Целє (пен. ) |                     |            |   |   |            |            | 5 (3)      |            |            |  |  |            |            |            |            |            |  |  |       |       |       |
|  |               |                 |               |                 |               |   |   | 6          | Лугано              | 0            | 5                   | 5 (1)      |   |   |            |            |            |            |            |  |  |            |            |            |            |            |  |  |       |       |       |
|  |               |                 | 21            | Целє            | 1             | 2 | 3 | 6          | Лугано              | 0            | 5                   | 5 (1)      |   |   |            |            |            |            |            |  |  |            |            |            |            |            |  |  |       |       |       |
|  | 19            | Вікінгур        | 21            | Целє            | 1             | 2 | 3 | 2          | 0                   | 2            |                     |            |   |   |            |            |            |            |            |  |  |            |            |            |            |            |  |  |       |       |       |
|  | 19            | Вікінгур        |               |                 |               |   | 3 | 2          | 0                   | 2            | Фіорентіна          | 2          | 2 | 4 |            |            |            |            |            |  |  |            |            |            |            |            |  |  |       |       |       |
|  | 13            | Панатінаїкос    | 1             | 2               | 3             |   | 3 |            | 13                  | Панатінаїкос | Фіорентіна          | 2          | 2 | 4 | 3          | 1          | 4          |            |            |  |  |            |            |            |            |            |  |  |       |       |       |
|  | 13            | Панатінаїкос    | 1             | 2               | 3             |   |   |            | 13                  | Панатінаїкос | 28 травня – Вроцлав |            |   |   | 3          | 1          | 4          |            |            |  |  |            |            |            |            |            |  |  |       |       |       |
|  |               |                 |               |                 |               |   |   | 3          | Фіорентіна          | 2            | 3                   | 5          |   |   |            |            |            |            |            |  |  |            |            |            |            |            |  |  |       |       |       |
|  |               |                 | 15            | Реал Бетіс      | 1             |   |   | 3          | Фіорентіна          | 2            | 3                   | 5          |   |   |            |            |            |            |            |  |  |            |            |            |            |            |  |  |       |       |       |
|  | 22            | Омонія          | 15            | Реал Бетіс      | 1             | 1 | 1 | 2          |                     |              |                     |            |   |   |            |            |            |            |            |  |  |            |            |            |            |            |  |  |       |       |       |
|  | 22            | Омонія          |               |                 |               | 1 | 1 | 2          |                     | 1            | Челсі               | 4          |   |   |            |            |            |            |            |  |  |            |            |            |            |            |  |  |       |       |       |
|  | 12            | Пафос           | 1             | 2               | 3             |   |   | 12         | Пафос               | 1            | Челсі               | 4          | 1 | 0 | 1          |            |            |            |            |  |  |            |            |            |            |            |  |  |       |       |       |
|  | 12            | Пафос           | 1             | 2               | 3             |   |   | 12         | Пафос               |              |                     |            |   |   |            |            |            |            |            |  |  |            |            |            |            |            |  |  |       |       |       |
|  |               |                 |               |                 |               |   |   | 5          | Юргорден            | 0            | 3                   | 3          |   |   |            |            |            |            |            |  |  |            |            |            |            |            |  |  |       |       |       |
|  |               |                 | 5             | Юргорден (дч)   | 0             | 4 | 4 | 5          | Юргорден            | 0            | 3                   | 3          |   |   |            |            |            |            |            |  |  |            |            |            |            |            |  |  |       |       |       |
|  | 20            | Борац           | 5             | Юргорден (дч)   | 0             | 4 | 4 | 1          | 0                   | 1            |                     |            |   |   |            |            |            |            |            |  |  |            |            |            |            |            |  |  |       |       |       |
|  | 20            | Борац           |               |                 |               |   | 4 | 1          | 0                   | 1            | Рапід               | 1          | 1 | 2 |            |            |            |            |            |  |  |            |            |            |            |            |  |  |       |       |       |
|  | 14            | Олімпія         | 0             | 0               | 0             |   | 4 |            | 20                  | Борац        | Рапід               | 1          | 1 | 2 | 1          | 1          | 2          |            |            |  |  |            |            |            |            |            |  |  |       |       |       |
|  | 14            | Олімпія         | 0             | 0               | 0             |   |   |            | 20                  | Борац        |                     |            |   |   |            |            | 2          |            |            |  |  |            |            |            |            |            |  |  |       |       |       |
|  |               |                 |               |                 |               |   |   | 4          | Рапід (дч)          | 1            | 2                   | 3          |   |   |            |            |            |            |            |  |  |            |            |            |            |            |  |  |       |       |       |
|  |               |                 | 5             | Юргорден        | 1             | 0 | 1 | 4          | Рапід (дч)          | 1            | 2                   | 3          |   |   |            |            |            |            |            |  |  |            |            |            |            |            |  |  |       |       |       |
|  | 23            | Молде (пен. )   | 5             | Юргорден        | 1             | 0 | 1 | 0          | 1                   | 1 (5)        |                     |            |   |   |            |            |            |            |            |  |  |            |            |            |            |            |  |  |       |       |       |
|  | 23            | Молде (пен. )   |               |                 |               |   | 1 | 0          | 1                   | 1 (5)        | Челсі               | 4          | 1 | 5 |            |            |            |            |            |  |  |            |            |            |            |            |  |  |       |       |       |
|  | 10            | Шемрок Роверс   | 1             | 0               | 1 (4)         |   | 1 |            | 23                  | Молде        | Челсі               | 4          | 1 | 5 | 3          | 0          | 3          |            |            |  |  |            |            |            |            |            |  |  |       |       |       |
|  | 10            | Шемрок Роверс   | 1             | 0               | 1 (4)         |   |   |            | 23                  | Молде        |                     |            |   |   |            |            | 3          |            |            |  |  |            |            |            |            |            |  |  |       |       |       |
|  |               |                 |               |                 |               |   |   | 7          | Легія (дч)          | 2            | 2                   | 4          |   |   |            |            |            |            |            |  |  |            |            |            |            |            |  |  |       |       |       |
|  |               |                 | 7             | Легія           | 0             | 2 | 2 | 7          | Легія (дч)          | 2            | 2                   | 4          |   |   |            |            |            |            |            |  |  |            |            |            |            |            |  |  |       |       |       |
|  | 18            | Копенгаген (дч) | 7             | Легія           | 0             | 2 | 2 | 1          | 3                   | 4            |                     |            |   |   |            |            |            |            |            |  |  |            |            |            |            |            |  |  |       |       |       |
|  | 18            | Копенгаген (дч) |               |                 |               |   | 1 | 1          | 3                   | 4            | Челсі               | 3          | 1 | 4 |            |            |            |            |            |  |  |            |            |            |            |            |  |  |       |       |       |
|  | 16            | Гайденгайм      | 2             | 1               | 3             |   | 1 |            | 18                  | Копенгаген   | Челсі               | 3          | 1 | 4 | 1          | 0          | 1          |            |            |  |  |            |            |            |            |            |  |  |       |       |       |
|  | 16            | Гайденгайм      | 2             | 1               | 3             |   |   |            | 18                  | Копенгаген   |                     |            |   |   |            |            | 1          |            |            |  |  |            |            |            |            |            |  |  |       |       |       |
|  |               |                 |               |                 |               |   |   | 1          | Челсі               | 2            | 1                   | 3          |   |   |            |            |            |            |            |  |  |            |            |            |            |            |  |  |       |       |       |
|  |               |                 |               |                 |               |   |   | 1          | Челсі               | 2            | 1                   | 3          |   |   |            |            |            |            |            |  |  |            |            |            |            |            |  |  |       |       |       |

### Стикові матчі
Жеребкування відбулося 20 грудня 2024 року. Перші матчі відбулися 13 лютого, а матчі-відповіді — 20 лютого 2025 року.
| Команда 1  | Заг. Tooltip Aggregate score | Команда 2     | 1-й матч | 2-й матч |
| ---------- | ---------------------------- | ------------- | -------- | -------- |
| Гент       | 1:3                          | Реал Бетіс    | 0:3      | 1:0      |
| ТСЦ        | 2:6                          | Ягеллонія     | 1:3      | 1:3      |
| Целє       | 4:2                          | АПОЕЛ         | 2:2      | 2:0      |
| Вікінгур   | 2:3                          | Панатінаїкос  | 2:1      | 0:2      |
| Копенгаген | 4:3                          | Гайденгайм    | 1:2      | 3:1 (дч) |
| Молде      | 1:1 (пен. 5:4)               | Шемрок Роверс | 0:1      | 1:0      |
| Омонія     | 2:3                          | Пафос         | 1:1      | 1:2      |
| Борац      | 1:0                          | Олімпія       | 1:0      | 0:0      |

### 1/8 фіналу
Жеребкування відбулося 21 лютого 2025 року. Перші матчі відбулися 6 березня, а матчі-відповіді — 13 березня 2025 року.
| Команда 1    | Заг. Tooltip Aggregate score | Команда 2           | 1-й матч | 2-й матч |
| ------------ | ---------------------------- | ------------------- | -------- | -------- |
| Реал Бетіс   | 6:2                          | Віторія (Гімарайнш) | 2:2      | 4:0      |
| Ягеллонія    | 3:2                          | Серкль              | 3:0      | 0:2      |
| Целє         | 5:5 (пен. 3:1)               | Лугано              | 1:0      | 4:5      |
| Панатінаїкос | 4:5                          | Фіорентіна          | 3:2      | 1:3      |
| Копенгаген   | 1:3                          | Челсі               | 1:2      | 0:1      |
| Молде        | 3:4                          | Легія               | 3:2      | 0:2 (дч) |
| Пафос        | 1:3                          | Юргорден            | 1:0      | 0:3      |
| Борац        | 2:3                          | Рапід               | 1:1      | 1:2 (дч) |

### 1/4 фіналу
Жеребкування відбулося 21 лютого 2025 року. Перші матчі відбулися 10 квітня, а матчі-відповіді — 17 квітня 2025 року.
| Команда 1  | Заг. Tooltip Aggregate score | Команда 2  | 1-й матч | 2-й матч |
| ---------- | ---------------------------- | ---------- | -------- | -------- |
| Реал Бетіс | 3:1                          | Ягеллонія  | 2:0      | 1:1      |
| Целє       | 3:4                          | Фіорентіна | 1:2      | 2:2      |
| Легія      | 2:4                          | Челсі      | 0:3      | 2:1      |
| Юргорден   | 4:2                          | Рапід      | 0:1      | 4:1 (дч) |

1. ↑  Порядок матчів було змінено для уникнення конфлікту розкладу з матчем Ліги Європи Тоттенгем Готспур – Айнтрахт (Франкфурт) в одному місті.[12]

### 1/2 фіналу
Жеребкування відбулося 21 лютого 2025 року. Перші матчі відбулися 1 травня, а матчі-відповіді — 8 травня 2025 року.
| Команда 1  | Заг. Tooltip Aggregate score | Команда 2  | 1-й матч | 2-й матч |
| ---------- | ---------------------------- | ---------- | -------- | -------- |
| Реал Бетіс | 4:3                          | Фіорентіна | 2:1      | 2:2 (дч) |
| Юргорден   | 1:5                          | Челсі      | 1:4      | 0:1      |

1. ↑  Порядок матчів було змінено для уникнення конфлікту розкладу з матчем Ліги Європи Тоттенгем Готспур – Буде-Глімт в одному місті.[13]

### Фінал
| 28 травня 2025 22:00 (21:00 UTC+2) |

| Реал Бетіс    | 1:4      | Челсі                                             |
| ------------- | -------- | ------------------------------------------------- |
| Еззальзулі 9' | Протокол | Фернандес 65' Джексон 70' Санчо 83' Кайседо 90+1' |

| Міський стадіон, Вроцлав Глядачів: 39 754 Арбітр: Ірфан Пельто (Боснія і Герцеговина) |

## Статистика

### Найкращі бомбардири
| № | Футболіст          | Клуб                | Голи | ХВ   |
| - | ------------------ | ------------------- | ---- | ---- |
| 1 | Афіміку Пулулу     | Ягеллонія           | 8    | 1005 |
| 2 | Седрік Бакамбу     | Реал Бетіс          | 7    | 1015 |
| 3 | Марк Гію           | Челсі               | 6    | 287  |
| 3 | Армандас Кучіс     | Целє                | 6    | 570  |
| 5 | Кшиштоф Пйонтек    | Істанбул Башакшехір | 5    | 465  |
| 5 | Джонні Кенні       | Шемрок Роверс       | 5    | 475  |
| 5 | Мілош Пантович     | ТСЦ                 | 5    | 520  |
| 5 | Крістофер Нкунку   | Челсі               | 5    | 635  |
| 5 | Діон Бельо         | Рапід (Відень)      | 5    | 847  |
| 5 | Роландо Мандрагора | Фіорентіна          | 5    | 962  |